# Pancetta
Pancetta er italiensk saltet og krydret fersk svinekød. Modsat  bacon er pancetta ikke røget. 
Anvendes i en klassisk ragù alla Bolognese eller som smagsgiver i saucer, pasta, farsretter og grøntsagsretter. 
Velindpakket kan pancetta holde sig tre uger i køleskab og et halvt år i dybfryser.